# 定数
数学における定数（ていすう、じょうすう、英: constant; 常数）あるいは定項 (constant term) は、二つの異なる意味を示し得る。
そのひとつは、固定 (fix) され、矛盾なく定義された数（またはもっとほかの数学的対象）であり、この意味であることをはっきりさせるために「数学定数」あるいは「物理定数」という語を用いることもある。
もう一つの意味は、定数函数またはその値（これらはふつうたがいに同一視される）を指し示すもので、この意味での「定数」は扱う問題における主変数に依存しない変数という形で表されるのが普通である。後者の意味での例として、積分定数は、与えられた函数の原始函数をすべて得るために特定の原始函数に加えられる、任意の（積分変数に依存しないという意味での）定数函数を言う。
例えば、一般の二次関数はふつう a, b, c を定数（あるいはパラメータ）として
{\displaystyle ax^{2}+bx+c}
のようにあらわされる。ここに変数 x は考えている関数の引数のプレースホルダとなるものである。より明示的に
{\displaystyle x\mapsto ax^{2}+bx+c}
のように書けば x がこの函数の引数であることが明瞭で、しかも暗黙の裡に a, b, c が定数であることを提示できる。この例では、定数 a, b, c はこの多項式の係数と呼ばれる。c の項は x を含まないから定数項と呼ばれ（これを x0 の係数と考えることができる）、多項式において次数が零の任意の項または式は定数である:18。

## 概観
数学において定数は、値が固定されて変化しない数である。固定されていると言っても、必ずしもその値が具体的に特定されている必要はなく、特定の値をとることが決まっているというのが定数の特徴である。すなわち、「未知の定数」あるいは「任意定数」という概念が存在するのであるが、これは変数とは異なる概念であることに注意されたい。変数には、ある範囲を任意に動かすことのみが想定されており、値が定められているわけではないのである（実際には、変数を任意定数と見なして議論をすすめることは少なからずあるが、そのことの詳細は変数の項を参照されたい）。
未知あるいは既知の定数を表す記号としては、ラテン文字の最初の方からとって、a, b, c がよく用いられる。特に c は英語の constant に通じるため他の文字より先に用いられることもある（これに限らず文脈に応じて、表す対象物が明確な数に対してはそれに相応しい文字が与えられることが多い）。ラテン文字の大文字か小文字のいずれを用いるかはそれほど厳格な指針があるわけではないが、複数の定数を扱う場合にはいずれか一方に統一されることが多い。小文字のギリシャ文字の最初の方から α, β, γ などを用いることもある。これはデカルトの記法に倣ったものである。また、ドイツ語 Konstante から k を用いることもある。
また、ある数が定数であることを示すために、
C = const.
としばしば書き表される。この場合、ある数 C が定数であることを意味する。const. は英語の constant を略記したものであり、著者によっては略さずに書いたり、頭文字を大文字にする場合がある。また、英語以外の文献では、その文献に用いられている言語の対応する語彙が使われることもある（たとえば日本語文献においては「定数」）。この記法は単一の記号で表された数に限らず、
x2 + y2 = const.
のように、ある演算結果が定数となる場合を示すためにも用いられる。
定数はしばしば関数の引数である変数に代入される。たとえば x を引数に取る関数 f (x) について、x に定数 a を代入したものを f (a) と表すことがある。より厳格な記法として、以下のように関数の横に線を引き、線の横に代入する定数と定数が代入される引数を示す方法もしばしば用いられる。
{\displaystyle \left.f(x)\right|_{x=a}}

## 主変数に依存しない変数
引数の変化を無視して常に同じ値をとる定数函数として「定数」を用いることができる。一変数の定数函数（例えば f(x) = 5）は x-軸に平行な水平線をグラフに持つ。このような函数は定義式に引数が現れないから常に同じ値（いまの例では 5）をとる。
この意味で「定数」であるという性質は文脈に依存する (context-dependent) 概念で、特定の変数に依存しない（その変数の変化に伴っては変化しない）という意味で「定数」と言うことができる。例えば初等解析学において、
{\displaystyle {\begin{aligned}{\frac {d}{dx}}2^{x}&=\lim _{h\to 0}{\frac {2^{x+h}-2^{x}}{h}}=\lim _{h\to 0}2^{x}{\frac {2^{h}-1}{h}}\\[8pt]&=2^{x}\lim _{h\to 0}{\frac {2^{h}-1}{h}}&&{\text{since }}x{\text{ is constant (i.e. does not depend on }}h{\text{)}}\\[8pt]&=2^{x}\cdot \mathbf {constant,} &&{\text{where }}\mathbf {constant} {\text{ means not depending on }}x.\end{aligned}}}
のような用例を見ることができる。この例で真ん中の行は h を動かすときに固定されているという意味で x は定数であると言っているのであり、最後の行では x に依存しないという意味で定数というのである。

## 有名な定数
数学において特定の数値は頻繁に表れ、慣習的に特別な記号であらわされる。そのような数値とその標準的な記号は数学定数と呼ばれる。
- 0 (零):群{\displaystyle (\mathbb {Z} ,+)}における加法単位元.
- 1 (壱): 零の直後の自然数.群{\displaystyle (\mathbb {R} \setminus \{0\},\cdot )}における乗法単位元.
- π (円周率): 円の直径に対する円周の長さの比 ≈ 3.141592653589793238462643….[2]
- e (ネイピア数) ≈ 2.718281828459045235360287….
- i (虚数単位): i2 = −1.
- √2 (2の平方根): 一辺 1 の正方形の対角線の長さ ≈ 1.414213562373095048801688….
- φ (黄金数): (1 + √5)/2 ≈ 1.618033988749894848204586….

## 解析学において
初等解析学において定数は、そこで扱う演算によっていくつか異なる扱いをされる。例えば微分において、定数函数の導函数は零函数である。これは取りも直さず、微分係数が函数のある変数に関する変化率を測るものであって、定数函数は定義により変化をしないものなのだから、導函数が零であるのは必然である。他方、積分の場合は定数函数の原始函数において、その定数函数の値は積分変数に掛かる係数になる。極限の評価においては、定数は評価の前後で変わらず同じ値のままである。
一変数函数の不定積分においては積分定数が含まれる。これが生じるのは不定積分が微分して得られる函数の原函数を恢復することを目的とするという意味において微分の逆演算になっているという不定積分の性質によるものである。既に注意したように定数函数の微分は零函数であり、微分演算は線型作用素であるから、定数だけしか違わない任意の函数同士は同じ導函数を持つ。このことの重要性を顕示するために積分定数は不定積分に加えられ、それにより可能なすべての解函数を表すことが保証される。積分定数（一般に C と書かれる）は、それが固定されているが未知 (fixed but undefined) の値であるものという意味での「定数」を表している。